# Desa Sampang (administrativ by i Indonesien, Jawa Tengah, lat -7,53, long 109,46)
Desa Sampang är en administrativ by i Indonesien.   Den ligger i provinsen Jawa Tengah, i den västra delen av landet, 300 km sydost om huvudstaden Jakarta.